# BAYSIS

Logo

BAYSIS, kurz für Bayerisches Straßeninformationssystem, ist ein Informationssystem, welches das überörtliche Straßennetz des Freistaates Bayern und seine wesentlichen Eigenschaften als Sachdaten und Geographie abbildet. Es dient der Erfassung und Pflege der Daten und deren Auswertung.
BAYSIS wird von der ZIS, der Zentralstelle für Informationssysteme in Bayern betreut.
Die ZIS sitzt seit Juni 2019 an der Landesbaudirektion in München, vormals an der Autobahndirektion Südbayern in München.

## Aufgaben
Die wesentlichen Aufgaben von BAYSIS sind:
- Bereitstellung von Fachinformationen für die Bayerische Straßenbauverwaltung
- Bezug auf ein definiertes und aktuelles Straßennetz
- Verknüpfung verschiedener Informationsbereiche, die bisher Insellösungen bildeten
- Verbesserung des Meldewesens durch Entflechtung der Meldewege und Vermeidung von Mehrfachmeldungen
- Reduzierung der Programmvielfalt und Datenredundanz
- Vereinfachte Datenbereitstellung für Dritte durch Berücksichtigung der Vorgaben der Anweisung Straßeninformationsbank (ASB) und des Objektkataloges für das Straßen- und Verkehrswesen (OKSTRA)

Die ASB wird von der BASt veröffentlicht.

## Datenstruktur
BAYSIS bildet einen Datenpool, dessen Inhalte über ein eindeutiges Ordnungsmerkmal – das so genannte Netzknotensystem – miteinander verknüpft sind.
An Kreuzungen und Einmündungen werden Netzknoten festgelegt. Diese zerlegen eine Straße in einzelne Abschnitte, die jeweils mit einer Abschnittsnummer bezeichnet werden. Die Abschnittsnummern sind entlang einer Straße aufsteigend.
Im Unterschied zur durchlaufenden Kilometrierung beginnt jeder einzelne bei Null. Dadurch wirken sich Längenänderungen im Netz (z. B. infolge einer Kurvenbegradigung oder einer Verlegung) nur innerhalb eines Abschnittes aus.